# Richelieu (1873)
«Рішельє» був панцерником з центральною батареєю  з дерев’яним корпусом, побудованим для французького флоту на початку 1870-х років. Його назвали на честь державного діяча XVII століття кардинала де Рішельє. 

## Конструкція
«Рішельє» був розроблений Анрі Дюпюї де Ломом як вдосконалена версія броненосців типу «Осіо».  Як броненосець з центральною батареєю, його озброєння було зосереджено на міделі. Як і більшість броненосців тої епохи, «Рішельє» був оснащений тараном у формі плуга, що виступав три метри від корпусу корабля. Метацентрична висота корабля була дуже низькою, трохи вище 0,5 метра.

## Служба
Рішельє був закладений в Тулоні в 1869 р. і спущений на воду 3 грудня 1873 р. Хоча точна причина такого тривалого будівництва невідома, ймовірно, це було пов'язано з фінансовими труднощами, викликаними скороченням бюджету французького флоту після Франко-прусської війни 1870-71 рр., а також застарілими методами роботи французьких верфей того часу, які не підходили для індустріальної епохи. Корабель розпочав ходові випробування 12 квітня 1875 року, але службу в Середземноморській ескадрі, флагманом якої він став, розпочав лише 10 лютого 1876 року. Він був виведений у резерв 3 грудня 1879 року.
Корабель був флагманом Середземноморської ескадри протягом більшої частини своєї кар'єри. «Рішельє»  загорівся в Тулоні в 1880 році і був затоплений, щоб запобігти вибуху його боєзапасу. Корабель підняли і після ремонту він знову став флагманом. Однак у 1886 році панцерник помістили у в резерв  і, врешті-решт списали у  в 1901 році. У 1911 році, коли «Рішельє» буксирували на утилізацію в Амстердам, він потрапив в шторм у Біскайській затоці, і його довелося відпустити з буксира. Тим не менш, корабель пережив шторм і був підібраний біля островів Сіллі, звідки його відбуксирували до кінцевого пункту призначення. 